# Вулиця Костомарова (Львів)
Вулиця Костомарова — вулиця у Галицькому районі міста Львова, у місцевості Снопків. Сполучає вулиці Шота Руставелі та Івана Франка, утворюючи перехрестя з вулицею Скельною.

## Історія та назва
Вулиця утворилася у 1913 році після осушення одного з рукавів річки Полтви, що текла до початку XX століття вздовж неї та мала назву Концік. 1933 року перейменована на честь Освальда Бальцера, польського історика німецького походження, доктора права та ректора Львівського університету у 1895—1896 роках. Під час німецької окупації від листопада 1941 року — Бальцерштрассе, а у травні 1942 року перейменована на Тальштрассе. У повоєнні часи вулиці не надовго повернули передвоєнну назву і вже 1946 року вулиця отримала сучасну назву — вулиця Костомарова, на честь видатного українського історика і етнографа Миколи Костомарова.
Вулицею Костомарова у 1954—1972 роках курсували тролейбуси на вул. Стрийську та Новий Львів.

## Забудова
В архітектурному ансамблі вулиці Костомарова переважають архітектурні стилі — класицизм та сецесія. Декілька будинків внесено до Реєстру пам'яток архітектури місцевого значення.
№ 1/3 — п'ятиповерховий житловий будинок з вбудованими приміщеннями комерційного призначення, збудований у 2011—2013 роках компанією «Буделектромонтаж». На першому поверсі будинку міститься крамниця «Натуральні фермерські продукти».
№ 18 — чотириповерховий житловий будинок. У 1916 році в одному з приміщень будинку містилася школа співу Джованні Скарнео. Будинок внесений до Реєстру пам'яток архітектури місцевого значення під охоронним № 2123-м.
№ 20 — триповерховий житловий будинок на розі з нинішньою вулицею Шота Руставелі. У 1916 році його власниками були доктор Станіслав Рудроф та Юлія Потоцька. Нині у переобладнаних напівпідвальних приміщеннях будинку містяться перукарня та продуктова крамниця. Будинок внесений до Реєстру пам'яток архітектури місцевого значення під охоронним № 2124-м.